# RTLS
System lokalizacji w czasie rzeczywistym (ang. Real-Time Locating/Location Systems, w skrócie: RTLS) – system umożliwiający określanie położenia obiektów w ich środowisku oraz śledzenia zmian ich lokalizacji w czasie.

## Historia
Pojęcie „RTLS” pojawiło się po raz pierwszy pod koniec lat dziewięćdziesiątych, w celu opisania i zróżnicowania nowej technologii wykorzystującej mechanizm zdalnej identyfikacji radiowej (RFID), a także umożliwiające wyświetlanie na ekranie komputera lokalizacji obiektu oznaczonego tagiem.

## Opis
Istnieje zestaw czynników, które różnicują technologie bezprzewodowe, takie jak: wymagania energetyczne; zastosowanie wewnątrz lub na zewnątrz lub zarówno wewnątrz, jak i na zewnątrz; forma tagu, obszar pokrycia; charakter środowiska; istniejąca infrastruktura i model lokalizacji. Systemy RTLS oparte są zazwyczaj na podzbiorze następujących technologii:
- Wi-Fi
- Ultra wideband
- Bluetooth
- RFID
- GPS
- 5G

## Określanie położenia
W środowisku implementującym RTLS znajdują się stacje, połączone z systemem obliczającym położenie, oraz tagi, przymocowane do śledzonych obiektów. Komunikacja między oboma typami urządzeń odbywa się za pośrednictwem fal radiowych. Dostępnych jest wiele algorytmów, pozwalających na zlokalizowanie tagów, zależnie od mierzonych wielkości, na przykład:
- Kąt nadejścia sygnału (AoA) – anteny odbiorcze mierzą kąt, z którego nadszedł sygnał, wyemitowany przez znacznik. Przynajmniej dwa odbiorniki muszą wychwycić sygnał, aby określić położenie. Każdy kolejny odbiornik pozwala na zwiększenie dokładności lokalizacji.
- Czas przelotu (ToF) – mierzony jest czas, w którym sygnał przebył drogę między nadajnikiem i odbiornikiem. Po przemnożeniu przez prędkość światła, pozwala to policzyć dystans. Wymagane jest, by tag był w zasięgu przynajmniej trzech stacji.
- Multilateracja (TDoA) – działa podobnie jak ToF, ale bierze pod uwagę różnicę czasów, jaki potrzebował sygnał na dotarcie ze stacji do lokalizowanego obiektu.
- RSSI – odległość obiektu od stacji szacowana jest na podstawie mocy odbieranego sygnału radiowego.
- SDS-TWR – opiera się na pomiarze czasu, w którym komunikat może być przesłany między stacją a obiektem w jedną stronę i z powrotem.
- PDoA – obiekt określa lokalizację, mierząc różnicę faz sygnałów, pochodzących od stacji z dwoma antenami.